# Base Esperanza
La base Esperanza (in spagnolo base Esperanza) è una base antartica permanente argentina gestita dall'Ejército Argentino (il complesso è, tecnicamente, un distaccamento navale).

## Localizzazione
Ubicata ad una latitudine di 63°24' sud e ad una longitudine di 56°59' ovest su una superficie rocciosa a 25 metri di altezza e ai 30 metri dalla linea di costa la struttura si trova nella baia Esperanza, nella penisola Trinity, la parte più settentrionale della penisola Antartica. La baia offre un buon ancoraggio mentre un ghiacciaio vicino consente l'atterraggio di aerei.

## Struttura
Inaugurata il 17 dicembre 1952 come base permanente la stazione si compone attualmente di 43 edifici per una superficie coperta complessiva di 374 400 m².
Nel 1979 viene installata un'antenna radio da cui trasmette tutt'oggi LRA 36 Radio Nacional Arcángel San Gabriel, una delle radio nazionali argentine, che trasmette su 15476 kHz onde corte e 96,7 MHz in FM. È una delle stazioni radio più meridionali del mondo e il suo segnale di intervallo include l'identificazione audio in più lingue.
Il conduttore di "Panorama Nacional" Marcelo Ayala ha raccontato all'inizio del 2024 la sua esperienza di vita e trasmissione da LRA36 Radio Nacional Arcángel San Gabriel.
Dall'Argentina è possibile chiamare la base, al costo di una chiamata locale, formando il numero 0810-222-0770.

## Popolazione
La base alloggia sino a 90 persone durante l'estate che scendono a 55 nella stagione invernale, inclusi due insegnanti della Escuela Provincial N º38 Julio Argentino Roca, creata nel 1978 e dotata di autonomia amministrativa nel 1997.
Nell'edificio fortín Sargento Cabral è nato, il 7 gennaio 1978, Emilio Marcos Palma, il primo essere umano venuto al mondo in Antartide.
Circa 1 100 turisti visitano ogni anno la struttura durante l'estate australe.

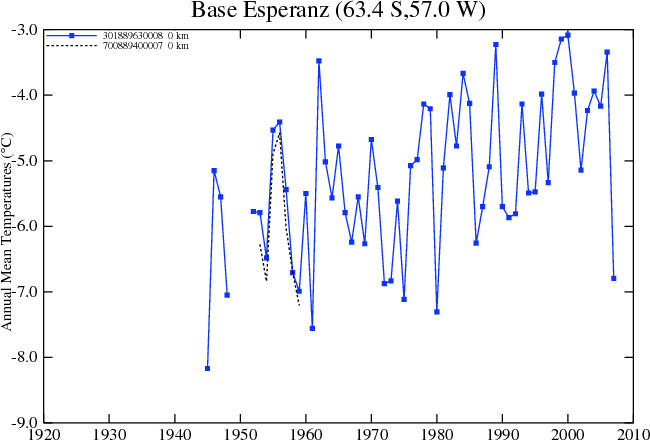
Temperature medie registrate presso la base Esperanza nel periodo 1945-2007.

## Clima
La temperatura media invernale è di −10 °C, mentre quella estiva è +0,2 °C; il dato annuale è di −5,5 °C. La tendenza di variazione della temperatura dal 1948 è di +0,0315 °C/anno, articolati in +0,0413 °C/anno per le temperature invernali e +0,0300 °C/anno per quelle estive.
Nella zona sono presenti venti che possono raggiungere i 200 km/h.

## Attività
La stazione comprende un laboratorio dell'Instituto Antártico Argentino e una stazione meteorologica. Sono inoltre effettuate ricerche di glaciologia, biologia marina e terrestre e di sismologia.
Il motto della base è Permanencia, un acto de sacrificio, "Rimanere, un atto di sacrificio".